# Motte Bruckhausen

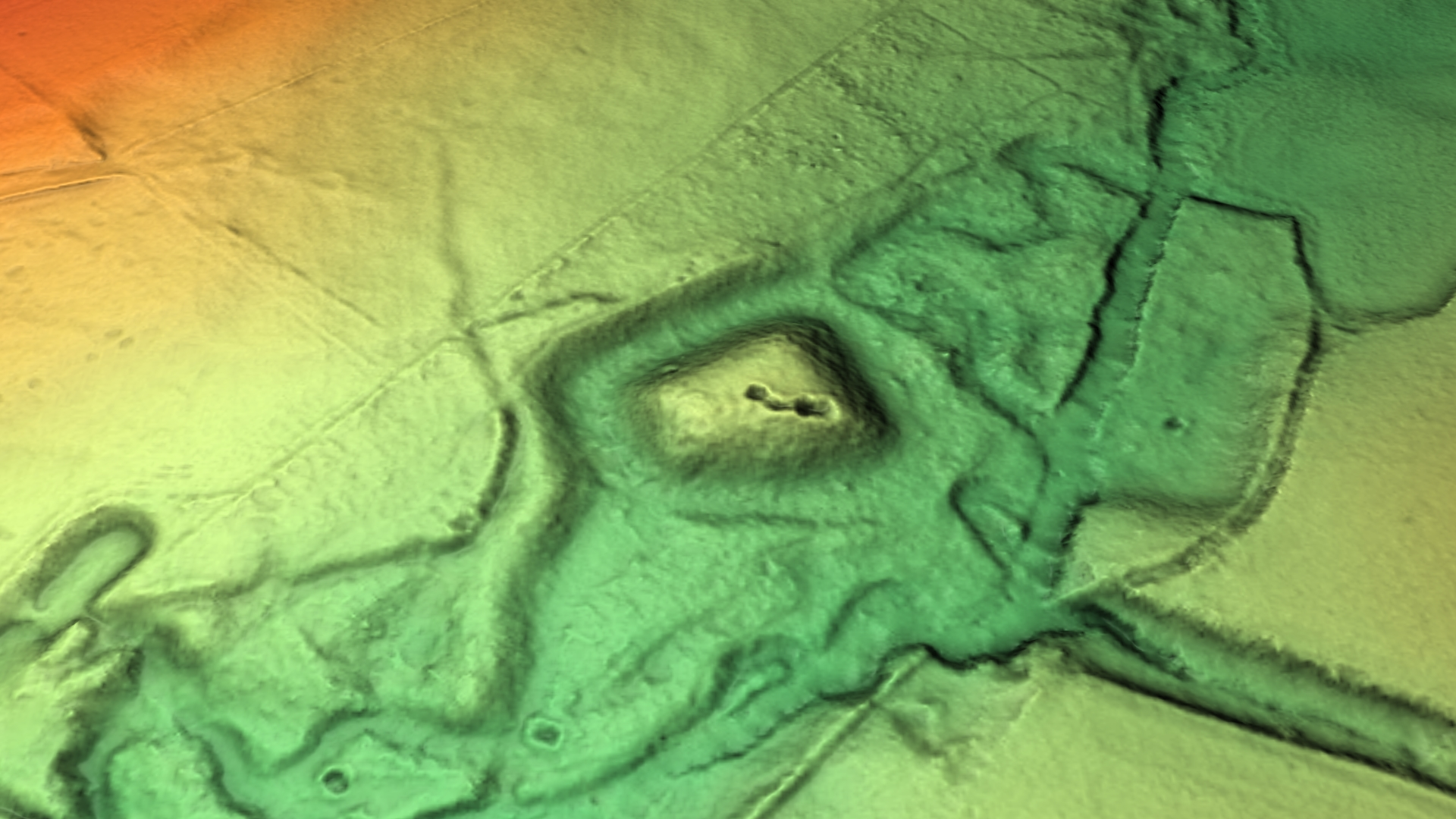
3D-Ansicht des digitalen Geländemodells

Die Bruckhausener Motte, auch Burghügel oder Spiekerberg genannt, befindet sich östlich der Ortschaft Bruckhausen, einem Ortsteil der Gemeinde Hünxe in Nordrhein-Westfalen.
Die Turmhügelburg (Motte) stammte vermutlich aus dem Mittelalter und diente als Speicher für Getreide. Reste des sie umgebenden Wassergrabens und Erdwalles sind noch heute zu erkennen. Die Grundfläche der Anlage beträgt 45 × 55 m, das Plateau des Burghügels 17 × 25 m. Am östlichen Rand des Plateaus zum Bruckhauser Mühlenbach befinden sich 2 Erdmulden, die durch einen halbkreisförmigen Graben verbunden sind, es könnten die Reste einer Grabenanlage aus dem Zweiten Weltkrieg sein.